# 旧坂越浦会所
旧坂越浦会所（きゅうさこしうらかいじょ）は兵庫県赤穂市の坂越にある博物館。「大道」の港側端、坂越浦に面して建つ。

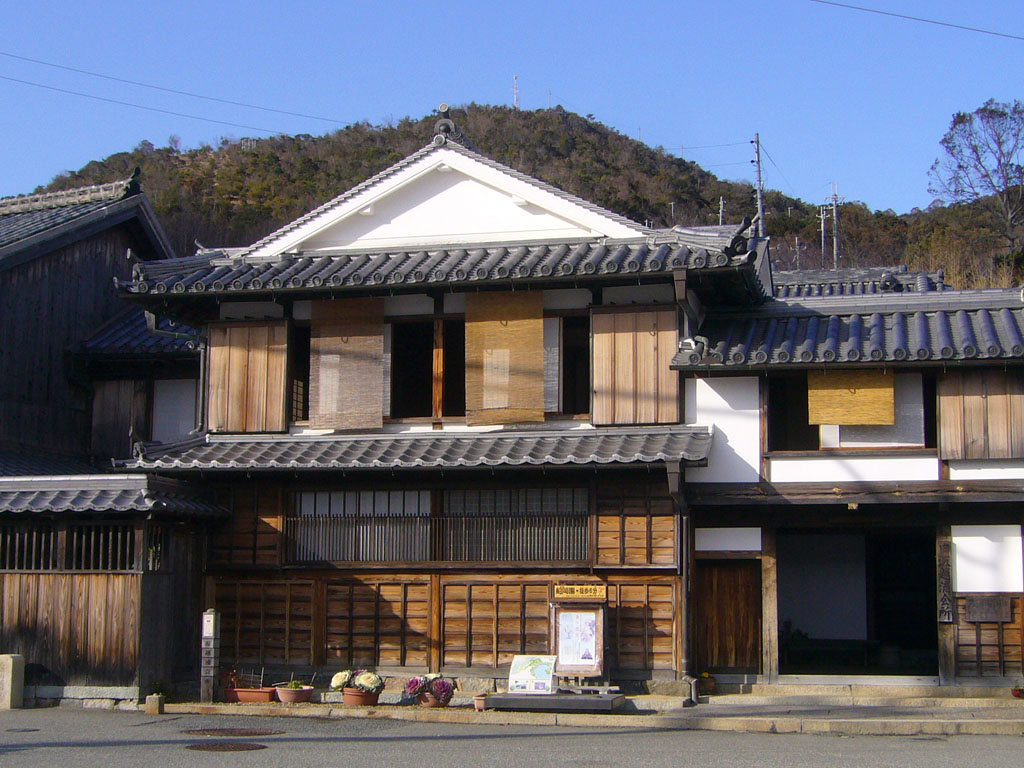
旧坂越浦会所

## 概要
江戸時代後期に建築され、赤穂藩主の茶屋、および坂越村の会所として明治時代まで使用されてきた歴史的建造物を博物館施設として活用しているものである。
2階の藩主専用の部屋は「観海楼」と名付けられ、その名のとおり窓一面に坂越の海が広がり、生島が迫る。

## 建築概要
- 構造・規模 - 木造、地上2階、入母屋3間+切妻4間
- 延床面積 - 1階164.255m2、2階123.592m2
- 敷地面積 - 315.58m2
- 部屋数 - 1階8部屋、2階10部屋
- 庭数 - 5庭
- 竣工 - 1831年（天保2年）
- 備考 - 赤穂市指定文化財（1992年4月30日指定）

## 利用情報
- 開館時間 - 10時～16時
- 休館日 - 火曜日（祝日の場合はその翌日）、12/28～1/4
- 入館料 - 無料

## 所在地
〒678-0172 兵庫県赤穂市坂越1334

## 交通アクセス
- JR赤穂線 坂越駅 徒歩15分

## 周辺情報
- 坂越 （都市景観100選）
  - 坂越まち並み館、旧坂越浦会所、奥藤酒造郷土館、大避神社、妙見寺、妙道寺、児島高徳朝臣の墓、坂越浦城跡、茶臼山城跡、船岡園、みかんのへた山古墳、海の駅しおさい市場、千種川 （名水百選）
- 生島 （国の天然記念物、瀬戸内海国立公園）
  - 秦河勝の墓
- 御崎 （瀬戸内海国立公園）